# Renaud II Mazoir
 (mai 2025).
Renaud II Mazoir est un chevalier franc qui fut dans les États latins d'Orient le seigneur de Margat ainsi que le connétable de la principauté d'Antioche en 1179.

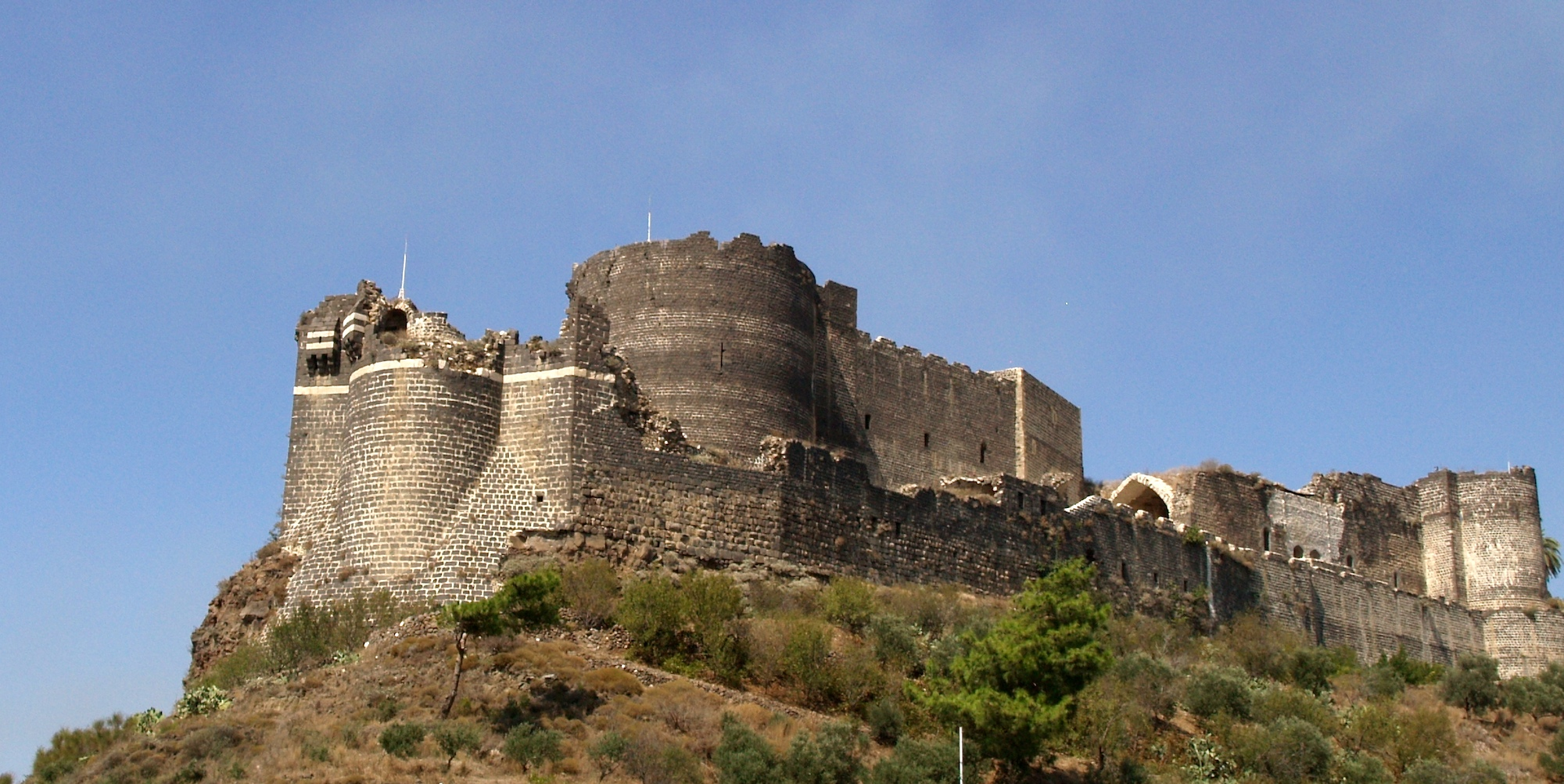
Vue des ruines de la forteresse de Margat (Syrie).

Il est le fils de Renaud Ier Mazoir, précédent seigneur de Margat, qui était d'après Gautier le Chancelier, « d'illustre naissance, puissant en biens, d'un grand esprit et courageux de sa personne ».
En 1133, son père avait perdu le château de Margat au profit des musulmans. Mais les croisés le reprennent en 1140 et Renaud II en reprend la possession.
Il épouse Agnès de Tripoli, fille du comte Pons de Tripoli et de son épouse Cécile de France, avec qui il a quatre enfants :
- Thomas Mazoir, cité dans une charte de 1160, probablement mort jeune avant 1165 ;
- Amaury Mazoir, mort entre 1175 et 1178, qui a plusieurs filles, dont une, Marie, épouse Mellior, seigneur de Maraclée, a été tué à la bataille de Hattin en 1187 ;
- Mansur Mazoir, mort entre 1175 et 1178
- Bertrand Mazoir, qui succède à son père.

Bien qu'il possède d'importants territoires et plusieurs sous-vassaux, les coûts d'entretien du château de Margat et de sa garnison ont dépassé les ressources financières de Renaud II et il doit vendre ses propriétés morceaux par morceaux aux Hospitaliers et aux Templiers.
Après sa mort en 1185, son fils et héritier Bertrand Mazoir doit vendre finalement le château le 1er février 1186 aux Chevaliers Hospitaliers, contre une pension annuelle de 2 000 solidus.